# Свалявська група курортів

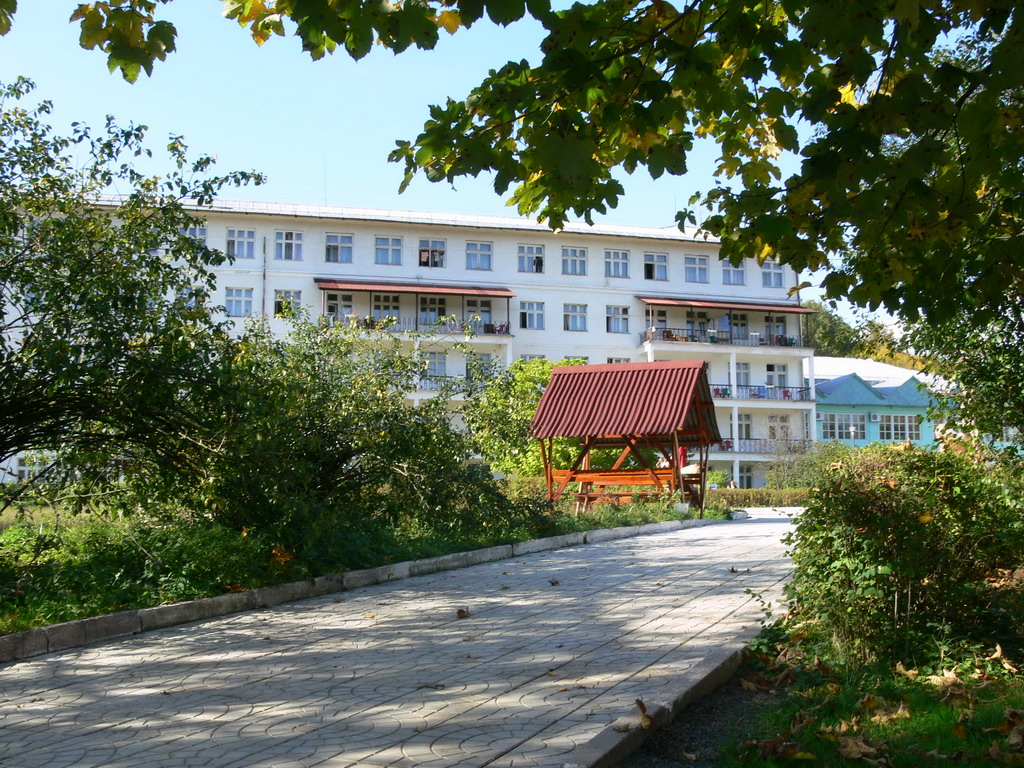
Сонячне Закарпаття — один з курортів групи

Сваля́вська гру́па куро́ртів — група бальнеологічних курортів у Закарпатській області України, розташована на північ від міста Свалява, в долині річки Пиня.
До складу цієї групи входять близько 100 джерел вуглекислої мінеральної води, зокрема курорти: Квітка Полонини (вода «Лужанська»), Поляна (вода «Поляна Квасова»), Сонячне Закарпаття (вода «Поляна Квасова») і курортна місцевість Плоске (вода «Плосківська»). Завод з розливу мінеральних вод діє в селищі Поляна.

## Історія
Грамоти угорського короля згадують про те, що мінеральну воду вживали як столову ще 1463 року. З другої половини XIX сторіччя в селі діяли три цехи з розливу мінеральної води. Згодом вона стала використовуватися для лікування деяких захворювань шлунка. Джерела перебували у володінні графа Шенборна, який здавав їх в оренду лихварям. З 1842 по 1911 рік вода «Поляна Квасова» відзначалася 21 раз на міжнародних конкурсах як одна з найкращих мінеральних вод Центральної Європи. Поряд з «Поляна Квасова» величезний попит на європейському ринку мала і «Лужанська». Ця вода теж удостоєна багатьма дипломами і нагородами.